# Llengües nguni
Les llengües nguni són un grup de llengües bantus parlades a l'Àfrica meridional pels pobles ngunis. Entre les llengües nguni hi ha el xosa, zulu, swati, hlubi, phuthi, bhaca, Lala, nhlangwini i les tres llengües anomenades ndebele: ndebele de Transvaal meridional, ndebele de Zimbabwe i Sumayela Ndebele (els dos darrers coneguts com a "Ndebele septentrional"). La denominació "Nguni" deriva de la raça bovina Nguni. Ngoni (vegeu més endavant) és una variant més, antiga.
De vegades s'afirma que l'ús de Nguni com una etiqueta genèrica suggereix una unitat monolítica històrica dels pobles en qüestió, on, de fet, la situació pot ser més complexa. L'ús lingüístic de l'etiqueta (en referència a un subgrup del bantu) és relativament estable.

## Classificació
| 0–20% 20–40% 40–60% |  | 60–80% 80–100% |  |

| <1 /km² 1–3 /km² 3–10 /km² 10–30 /km² 30–100 /km² |  | 100–300 /km² 300–1000 /km² 1000–3000 /km² >3000 /km² |  |

Com a subconjunt de les llengües bantus meridionals, l'etiqueta "Nguni" s'utilitza tant genèticament (en el sentit lingüístic) com tipològicament (al marge de qualsevol significat històric).
Les llengües nguni estan estretament relacionades, i en molts casos diferents idiomes són mútuament intel·ligibles; d'aquesta manera, les llengües nguni podrien ser interpretades millor com un continu dialectal que com un conjunt d'idiomes diferents. En més d'una ocasió s'ha proposat crear un llenguatge unificat nguni.
En la literatura acadèmica sobre les llengües del sud d'Àfrica, la categoria de classificació lingüística "Nguni" es considera tradicionalment subsumida en dos subgrups: "Tekela Nguni" i "Zunda Nguni". Aquesta divisió es basa principalment en la distinció fonològica sortint entre corresponents consonants coronals: Zunda /z/ i Tekela /t/ (així la forma nativa del nom swati i la més coneguda forma zulu swazi), però hi ha una sèrie de variables lingüístiques addicionals que permeten una divisió relativament directa en aquests dos corrents parcials de nguni.

### Llengües zunda
- Zulu
- Xosa
- Ndebele del nord (o 'Ndebele de Zimbabwe')
- Ndebele del sud

### Llengües tekela
- Swati
- Sumayela Ndebele (Sumayela Ndebele)
- Phuthi[6]
- Bhaca[7]
- Hlubi (no el dialecte hlubi del xosa)[8]
- Lala
- Nhlangwini

Maho (2009) també hi relaciona S401 antic mfengu†

## Dades comparatives
Compara els frases següents:
| Català           | "M'agraden els teus nous pals"                |
| ---------------- | --------------------------------------------- |
| Zulu             | Ngiyazithanda izinduku zakho ezintsha         |
| Xosa             | Ndi-ya-zi-thanda ii-ntonga z-akho ezin-tsha   |
| Ndebele del sud  | Ngi-ya-zi-thanda iin-ntonga z-akho ezi-tjha   |
| Ndebele del nord | Ngi-ya-zi-thanda i-ntonga z-akho ezin-tsha    |
| Hlubi            | Ng'ya-zi-thanda iin-duku z-akho ezin-sha      |
| Swati            | Ngi-ya-ti-tsandza ti-ntfonga t-akho letin-sha |
| Mpapa Phuthi     | Gi-ya-ti-tshadza ti-tfoga t-akho leti-tjha    |
| Sigxodo Phuthi   | Gi-ya-ti-tshadza ti-tshoga t-akho leti-tjha   |

Nota: Xosa ⟨tsh⟩ = Phuthi ⟨tjh⟩ = IPA [tʃʰ]; Phuthi ⟨tsh⟩ = [tsh]; Zulu ⟨sh⟩ = IPA [ʃ], però en el context citat aquñi /ʃ/ és "nasalment permutada" a [tʃ]. Phuthi ⟨jh⟩ = veu entretallada [dʒʱ] = Xosa, Zulu ⟨j⟩ (en el context d'aquí seguint la nasal [n]). Zulu, Swazi, Hlubi ⟨ng⟩ = [ŋ].
| Català                           | "Jo només entenc una mica d'anglès" |
| -------------------------------- | ----------------------------------- |
| Zulu                             | Ngisizwa kancane isingisi           |
| Xosa                             | Ndi-qonda ka-ncinci nje isi-Ngesi   |
| Ndebele del nord/Ndebele del sud | Ngi-zwisisa ka-ncani nje isi-Ngisi  |
| Ndebele del nord                 | Ngi-zwisisa ka-ncani nje isi-Khiwa  |
| Swati                            | Ngi-siva ka-ncane nje si-Ngisi      |
| Mpapa Phuthi                     | Gi-visisa ka-nci të-jhë Si-kguwa    |
| Sigxodo Phuthi                   | Gi-visisa ka-ncinci të-jhë Si-kguwa |

## Sistemes d'escriptura
El sistema d'escriptura sintu, Isibheqe Sohlamvu (també coengut en sesotho com a Ditema tsa Dinoko), per a les llengües bantus meridionals, s'usa representant totes les llengües nguni sota una ortografia unificada. Això inclou les llengües tekela, que amb excepció del swati no estan estandarditzades en alfabet llatí.
Per exemple, conté un grafema específic indicant la vocal nasal – una característica que només es produeix fonèmicament en les llengües tekela:
| Català | baix   |  |
| ------ | ------ |  |
| Zunda  | phansi |  |
| Tekela | phãsi  |  |